# 요숭

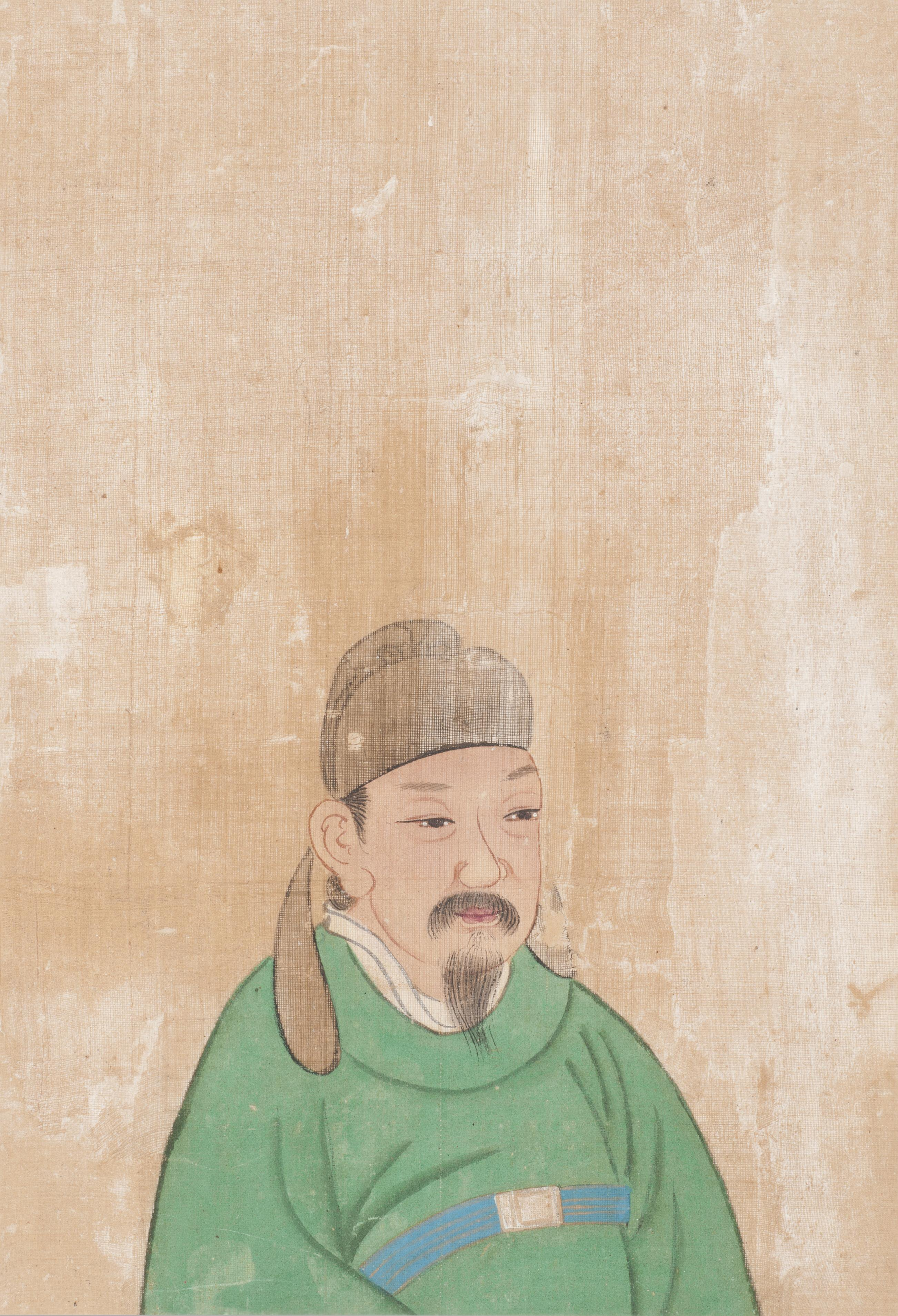
요숭

요숭(姚崇, 650년 ~ 721년)은 중국 당 왕조의 정치가이다. 원래 이름은 요원숭(姚元崇)으로 훗날 요원지(姚元之), 요숭(姚崇)으로 바꾸었다.

## 생애
650년 섬주(陝州) 협석(硤石)에서 요의(姚懿, 요선의姚善意)의 아들로 태어났다. 아버지 요의는 태종 때에 지방관을 지냈던 인물로 요숭은 관직을 맡았던 아버지 덕분에 음서로 복주사창(濮州司倉)의 직무를 맡으며 처음으로 관인이 되었다. 이후 고종의 태자 홍(弘)의 비서관으로써 시작해 병부낭중(兵部郎中)으로 있던 696년부터 697년에 걸쳐 거란의 침공을 맞아 적확한 대응을 펼쳤고 그러한 정무 처리 능력을 높이 샀던 측천무후는 그를 시랑으로 발탁하고, 다시 698년 동중서문하평장사로 삼았다.
장간지에 의해 중종이 복위되었을 때에는 잠시 호주(亳州), 상주(常州) 등지의 자사로 물러나기도 했지만 예종 때에 다시 복직하였다. 태평공주(太平公主)와 대립하다 다시 실각해 신주자사(申州刺史)로 좌천되었다. 712년에 황태자 융기(隆基)가 태평공주를 멸하고 즉위하자 다시 현종에게 발탁되어 병부상서 동평장사가 되었고 다시 양국공에 봉해졌다.
이후 요숭은 현종에게 10개의 건의를 올렸다. 그 건의란 무후 시절의 가혹한 형벌과 법령을 폐지하고, 변방에서의 전쟁을 중지해 병사들을 쉬게 할 것, 법을 공평하게 집행하고 황친과 백성을 모두 일시동인(一視同仁)으로 대할 것, 환관에게 정치를 맡기지 말 것, 잡다하고 불필요한 세금을 줄이거나 없앨 것, 황족 또는 외척이 대성(臺省)의 관리로 임명되지 못하게 할 것이며 외척의 정치 관여를 제한할 것, 천자가 예를 갖추어 현명한 자를 맞이하고 겸허하게 간언을 받아들일 것, 도관이나 절을 더 짓지 말고 궁전의 건축도 줄일 것, 등이었다. 요숭은 또한 승려를 가장한 자 12,000여 명을 환속시켰다.
그러나 716년에 뇌물 수수 혐의를 받고 있던 휘하 막료 조매(趙誨)를 옹호하다 현종의 뜻을 거슬렸고 이를 계기로 재상직을 사임하였다. 재상직에서 물러난 뒤에는 낙양(洛陽) 자혜방(慈惠坊)의 자신의 집에서 근신하였고, 그 뒤로도 현종은 늘 사람을 시켜 국사에 대한 것을 요숭에게 자문하였다고 한다.
721년 9월 정미(3일)에 사망하였다. 향년 71세. 묘소는 허난(河南) 이천 현(伊川县)의 팽파향(彭婆鄕) 허영촌(许营村) 북쪽에 있다.

## 평가
같은 시기 당 조정의 중추에 있던 송경(宋璟)과 함께 「개원의 치」라 불리는 태평성세를 열어간 공로자로 평가받고 있다. 《자치통감》에는 정무에서 임기응변을 중시한 요숭과는 달리 송경은 법규를 착실히 운용하여 엄격한 일 집행을 추구한 인물이었다고 평가하고 있는데, 두 사람은 이러한 성향 차이에도 불구하고 서로 보좌하고 이끌어가며 개혁을 추진해 나갔다. 요숭이 조매를 비호하다 재상에서 물러나면서 재상으로 천거한 사람 또한 송경이었다. 《구당서》 열전제46 및 《신당서》 열전제49에는 요숭과 송경 두 사람의 열전이 나란히 실려 있으며, 당 태종의 시기에 「정관의 치」의 공로자였던 두방(杜房, 두여회와 방현령)에 비기어 요송(姚宋)으로 불렸다.

## 일화
- 개원 3년(715년) 6월에 산동(山東)에 누리 피해가 발생하자 백관들은 누리 피해를 하늘의 재앙이라며 함부로 죽일 수 없다고 했지만, 요숭은 누리를 잡아 죽여야 한다는 입장을 견지하고 적극적인 누리 살포 계획을 추진, 들에 불을 놓거나 파묻거나 하는 방식으로 성과를 거두었고, 전국에서 잡아들인 누리는 9백만 마리에 달했다고 한다.
- 요숭은 장열과 사이가 좋지 않았다. 속이 좁고 성질이 급한 장열이 사후 자신의 자손에게 해를 끼칠까 걱정한 요숭은 아들들에게, 자신의 영전에 옥으로 만든 기물을 갖다두었다가 장열이 문상을 하러 와서 거기에 눈독을 들이면 옥으로 만든 기물을 주면서 요숭의 비문을 지어달라고 하면 큰 화는 면할 수 있을 것이며, 장열이 만약 그것에 눈길도 주지 않는다면 곧장 장안을 떠나 지방으로 가서 숨어 살 것을 명했다. 원래 재물에 욕심이 많았던 장열은 요숭의 영전에 놓인 그 옥으로 만든 기물에 눈독을 들였고, 요숭의 아들들은 아버지의 유언대로 그 기물을 바치면서 장열에게 아버지 요숭의 비문을 지어줄 것을 부탁했다. 장열은 그 말대로 요숭의 비문을 지어주었고, 이후 집권한 장열은 이미 죽은 요숭을 칭송하는, '여덟 개의 기둥이 하늘로 치솟아'(八柱承天)로 시작하는 온갖 미사여구로 된 비문을 장열 자신의 손으로 지었고 그 내용을 황제 현종은 물론 세상 사람들이 널리 다 알게 마당에 요숭의 자손에게 해를 끼쳐봤자 결국 자신에게 그 욕이 다 돌아온다는 사실을 깨닫고 끝내 요숭의 자손에게 해를 끼치지 못했다고 한다.[3]
- 《신당서》 노회신전에는, 어느 날 요숭이 자리를 비우게 되어 황문감(黄門監) 노회신(盧懐慎)이 정무를 대행하게 되었는데, 요숭에 비해 재결도 늦고 업무 처리도 깔끔하지 못해, 중요한 업무가 지체되는 일이 많았다고 적고 있다. 그 때문에 당시 사람들이 노회신을 요숭보다 능력도 처지면서 자리만 차지하고 회식이나 하는 대신이라며 비웃었던, 「반식재상」(伴食宰相)이라는 고사성어가 유래했다고 한다(단 반식재상이라는 야유에 대해 노회신 본인은 크게 신경쓰지 않았다고 한다).